# Ephippigerida barati
Ephippigerida barati is een rechtvleugelig insect uit de familie van de sabelsprinkhanen (Tettigoniidae). De wetenschappelijke naam van deze soort is voor het eerst voorgesteld door Miguel Domenech-Fernández in een publicatie uit 2022.
Deze soort komt voor in de Spaanse provincie Albacete.